# Aleuroclava macarangae
Aleuroclava macarangae là một loài côn trùng cánh nửa trong họ Aleyrodidae, phân họ Aleyrodinae.
Aleuroclava macarangae được Corbett miêu tả khoa học đầu tiên năm 1935.